# Cerro Escorial
Le cerro Escorial est un stratovolcan à la frontière entre l'Argentine et le Chili.